# Cairn Terrier
En cairn terrier er en hunderace af typen terrier. Det er en af de ældste terriere, og den er oprindelig fra det skotske højland, hvor den blev brugt til at fange byttedyr, der havde gemt sig i stenbunker. Det engelske ord cairn betyder 'stendysse'.

## Udseende
En cairn terrier har en skulderhøjde på mellem 28 og 33 cm og vejer mellem 6 og 8 kg. Europæiske cairn terriere er normalt større end amerikanske cairn terriere.
En cairn terrier har en grov og vejrbestandig ydre pels, der kan have farverne: creme, rød, sandfarvet, grå, eller brindle med disse farver. Ren sort, black/tan eller hvid er ikke tilladt. Selvom man engang kunne registrere hvide cairn terriere, blev det efter 1917 af American Kennel Club krævet, at de blev registreret som West Highland White Terrier.
En bemærkelsesværdig ting ved cairn terrieren er, at brindlede cairn terrierer ofte skifter farve i løbet af deres liv. Det er ikke unormalt for en brindle cairn terrier at blive stadig mere mørk eller grå, jo ældre den bliver.
En cairn terrier har to lag pels, en blød og tæt underpels og en grov ydre pels.

## Personlighed
En cairn terrier er intelligent, stærk, loyal og frygtløs. Ligesom de fleste terriere er den stædig og elsker at grave huller. En cairn terrier har et stærkt jagtinstinkt og kræver megen opdragelse. Samtidig er den meget intelligent og nem at opdrage. Det siges ofte at de er ulydige, det er ikke tilfældet hvis de opdrages rigtigt. Den er glimrende sammen med børn og er en fremragende familiehund. Det er en arbejdshund og bruges stadig som sådan i dele af Skotland. Ligesom de fleste terriere har de behov for megen fysisk aktivitet.